# Osvaldo José Martins Júnior
Osvaldo José Martins Júnior (født 7. juli 1982) er en tidligere brasiliansk fodboldspiller.